# Valérie (sitcom)
Pour les articles homonymes, voir Valérie.
Valérie est une série télévisée américaine en 110 épisodes de 24 minutes, créée par Charlie Hauck et diffusée du 1er mars 1986 au 7 mai 1990 sur NBC; puis du 
15 septembre 1990 au 20 juillet 1991 sur CBS.
En France, seuls les 11 premiers épisodes ont été diffusés du 18 février 1995 au 6 mai 1995 sur TF1.

## Distribution

### Acteurs principaux
- Valerie Harper : Valerie Hogan (saisons 1–2)
- Jason Bateman : David Hogan
- Danny Ponce : Willie Hogan
- Jeremy Licht : Mark Hogan
- Josh Taylor : Michael Hogan
- Sandy Duncan : Sandy Hogan (saisons 3–6)
- Christine Ebersole : Barbara Goodwin (saison 1)
- Judith Kahan : Annie Steck (saison 2)
- Edie McClurg : Mrs. Patty Poole (saisons 2–6)
- Tom Hodges : Rich (saisons 2–5, invité dans la saison 6)
- Steve Witting : Burt Weems (saisons 3–6; ancien invité dans la saison 2)
- Willard Scott : Peter Poole (saisons 3–4)
- Angela Lee : Brenda (saisons 5–6)
- Josie Bissett : Cara (saisons 5–6)
- John Hillerman : Lloyd Hogan (saison 6)